# Rothbach (Bas-Rhin)
Rothbach ist eine französische Gemeinde mit 469 Einwohnern (Stand 1. Januar 2021) im Kanton Reichshoffen im Département Bas-Rhin in der Region Grand Est (bis 2015 Elsass). Sie ist Mitglied der Communauté de communes du Pays de Niederbronn-les-Bains.

## Geografie
Das Dorf liegt am Rand des Gebiets der in Frankreich so genannten Nordvogesen im Tal des Rothbach und hat Anteil am Biosphärenreservat Pfälzerwald-Vosges du Nord. Die Nachbargemeinden sind Offwiller, Bischholtz, Ingwiller und Lichtenberg.

## Geschichte

### Mittelalter
Die älteste erhaltene Erwähnung des Ortes stammt von 826. Das Dorf Rothbach war ursprünglich Reichsgut. 1280 kauften die Herren von Lichtenberg das Dorf von Eberhard von Ettendorf. Es gehörte zunächst zum Amt Buchsweiler der Herrschaft Lichtenberg. In der ersten Hälfte des 14. Jahrhunderts wurde das Amt Buchsweiler um 1330 geteilt und das Amt Ingweiler ausgegliedert. Rothbach wurde dem Amt Ingweiler zugeschlagen. Anlass dafür kann die Landesteilung gewesen sein, die um 1330 zwischen Johann II. von Lichtenberg, aus der älteren Linie des Hauses, und Ludwig III. von Lichtenberg stattfand. Dabei fiel Rothbach in den Teil des Besitzes, der künftig von der älteren Linie verwaltet wurde oder an die mittlere Linie des Hauses – die Angaben sind hier widersprüchlich. 1480 verstarb mit Graf Jakob das letzte männliche Mitglied der Familie derer von Lichtenberg und dessen Erbe und die Herrschaft wurde geteilt. Das Amt Ingweiler gehörte zu dem Teil des Erbes, der an Zweibrücken-Bitsch fiel. Zweibrücken-Bitsch gliederte den Ort letztendlich in seine Herrschaft Oberbonn ein.

### Neuzeit
Von Zweibrücken-Bitsch gelangte die Herrschaft Oberbonn – und mit ihr Rothbach – 1551 als Mitgift anlässlich der Heirat der Amelie von Zweibrücken-Bitsch mit Philipp I. von Leiningen-Westerburg an diese Familie. In Nachfolge der Leininger wurden die Landgrafen von Hessen-Homburg und zu einem geringeren Teil die schwedische Adelsfamilie der Freiherren von Sinclair im 17. Jahrhundert Herren der Herrschaft Oberbronn. Durch die Reunionspolitik Frankreichs fielen in der zweiten Hälfte des 17. Jahrhunderts auch die Herrschaft Oberbronn und das Dorf Rothbach unter französische Oberhoheit. Der hessen-homburgische Teil ging in der Mitte des 18. Jahrhunderts an die Familie Hohenlohe-Waldenburg-Bartenstein über, der Sinclair’sche Anteil an die ebenfalls schwedisch stämmige Familie derer von Lewenhaupt. Hohenlohe musste die Herrschaft 1793 an Frankreich abtreten und wurde dafür später mit Gebieten des säkularisierten Bistums Würzburg abgefunden. In den Verwaltungsreformen in Folge der Französischen Revolution wurde die Herrschaft Oberbronn aufgelöst. Rothbach war nun französisch.

### Bevölkerungsentwicklung
| Jahr      | 1962 | 1968 | 1975 | 1982 | 1990 | 1999 | 2008 | 2017 |
| Einwohner | 396  | 412  | 420  | 441  | 472  | 510  | 494  | 468  |

## Verkehr
Der Talschaft entlang führt die Departementsstraße D 28, die in Ingwiller beginnt und Rothbach auch mit Offwiller verbindet. Verbindungen durch Nebenstraßen führen nach Reipertswiller und Bischholtz.

## Wirtschaft

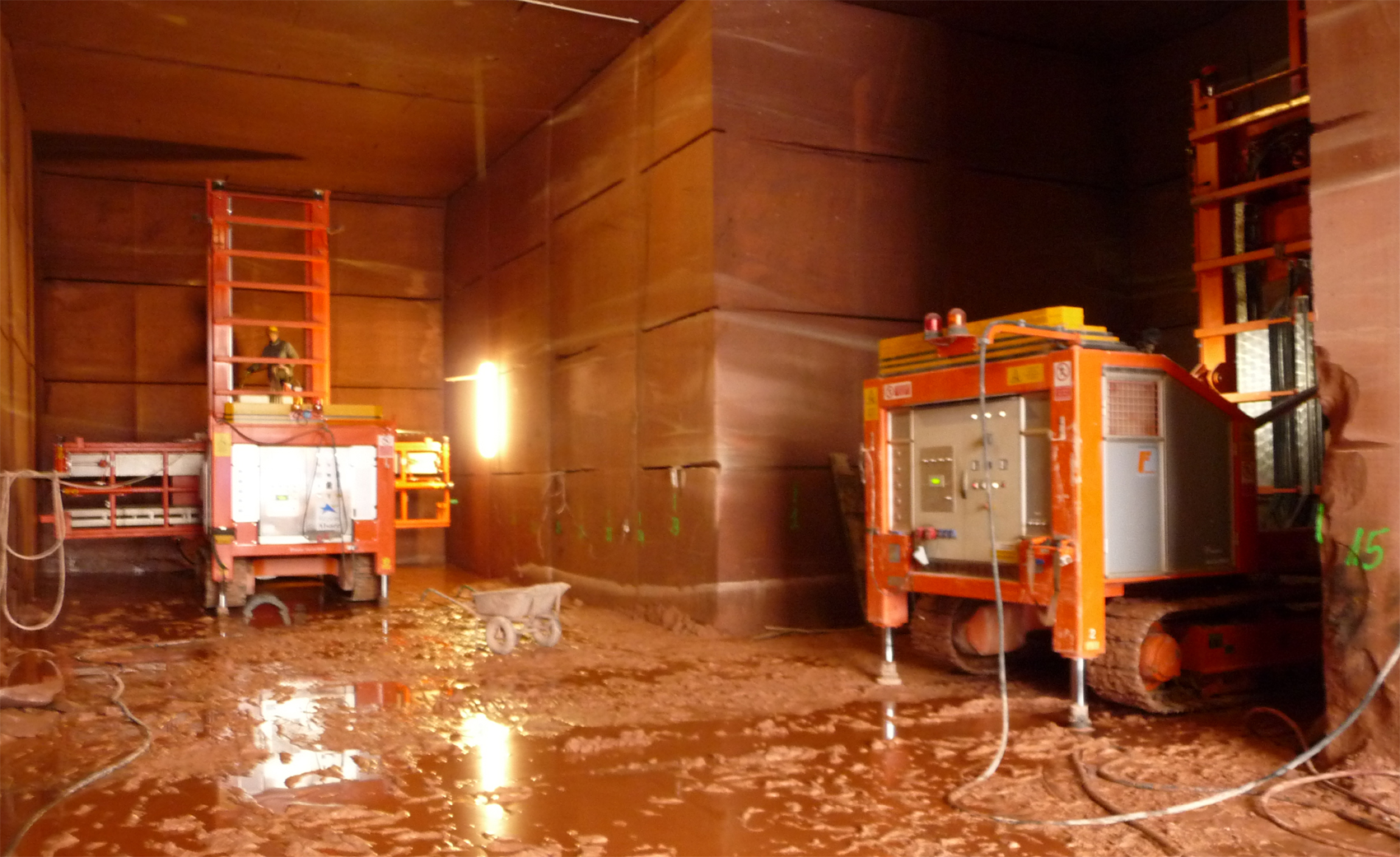
Untertageabbau von Vogesensandstein

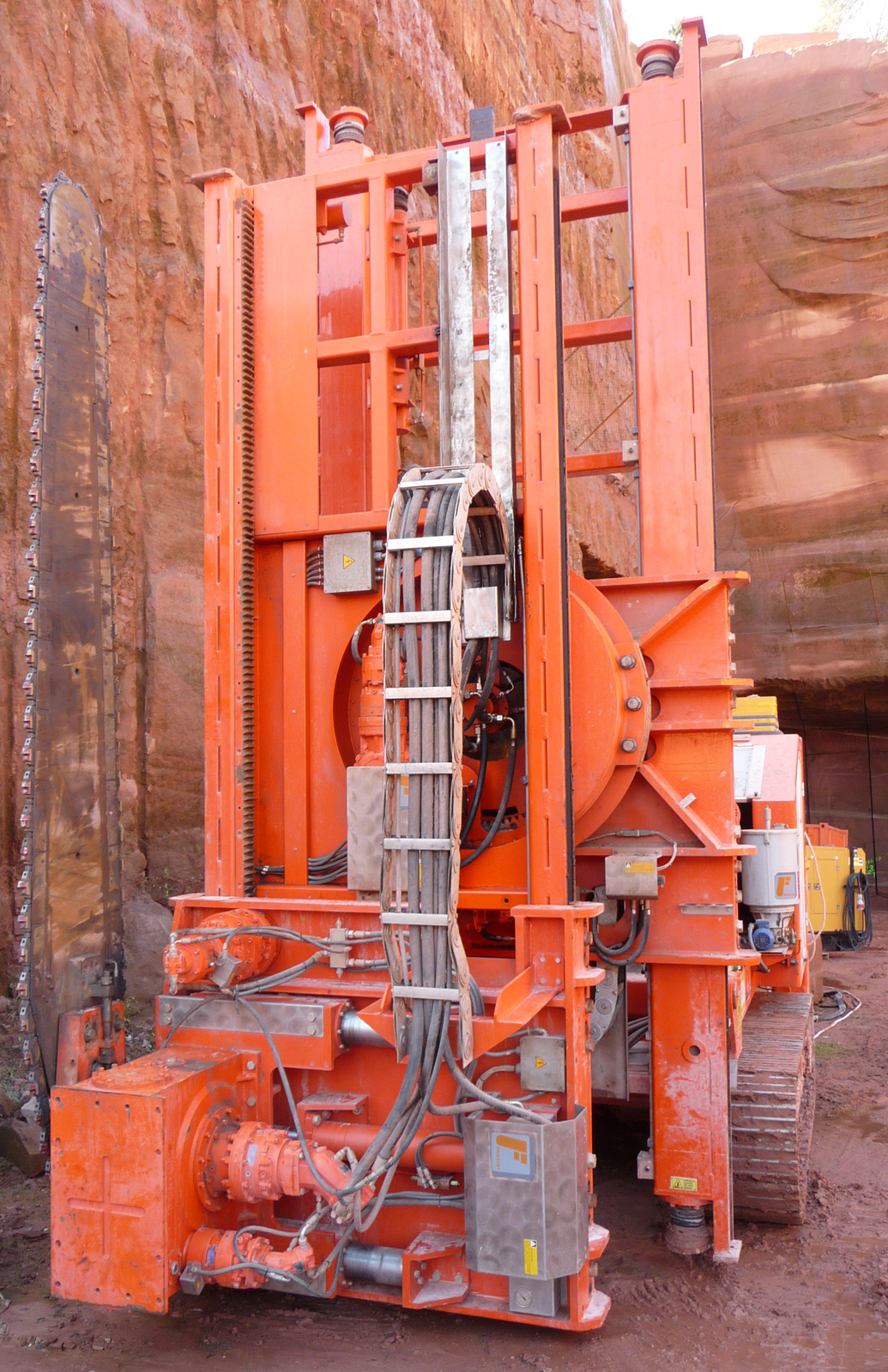
Schrämmaschine mit Kettensäge

Schon seit Jahrhunderten wird in Rothbach roter Vogesen-Sandstein abgebaut, der früher nicht nur als Baumaterial, sondern auch als Schleifstein für die Industrie zum Einsatz kam. Nach dem Zweiten Weltkrieg wurde der Abbau vorübergehend eingestellt, bis Charles Loegel 1964 die Grundlagen für die heute noch existierende Carrière Loegel Rothbach (Steinbruch Loegel Rothbach) schuf, in dem der Sandstein mit einem patentierten Wasserstrahl-Verfahren (Loegel-Düse) geschnitten wird. Seit 2012 wird der Sandstein nur noch unter Tage in fünfzig Meter tiefen Galerien abgebaut. Das erfolgt mit Schrämmaschinen, deren überdimensionale Kettensägen mit Schneidkörpern aus Hartmetall und synthetischen Diamanten bestückt sind.

## Persönlichkeiten
- Friedrich Lienhard (1865–1929), deutscher Schriftsteller